# Hestiasula gyldenstolpei
Hestiasula gyldenstolpei es una especie de mantis de la familia Hymenopodidae.

## Distribución geográfica
Se encuentra en Tailandia.